# 臼田昭
臼田 昭（うすだ あきら、1928年6月4日 - 1990年1月17日）は、日本の英文学者。
京都府京都市出身。東京大学英文科大学院中退、西京大学、京都府立大学に勤め、1990年に甲南女子大学教授在職中、呼吸不全により急死した。
元はチャールズ・ディケンズを専門とするが、17-18世紀英国文学、英国史を研究し、なかんずくサミュエル・ピープスの日記の翻訳と紹介で知られるが、日記全訳は急死により中断、以後は海保眞夫、岡照雄が引き継いだ。戯文調の文章の書き手でもあった。

## 著書
- 『モールバラ公爵のこと チャーチル家の先祖』研究社選書 1979.7、電子書籍版 2022
- 『ピープス氏の秘められた日記 17世紀イギリス紳士の生活』岩波新書 1982.10
- 『イン イギリスの宿屋のはなし』駸々堂出版 1986、講談社学術文庫 2009
- 『ロンドン塔の宝探し 英文学零話』駸々堂出版 1988.2

## 翻訳
- 『イギリスの社会小説 1830 - 1850』（ルイ・カザミアン、石田憲次共訳、研究社出版） 1958
- 『フォーサイト家物語』全3巻（ジョン・ゴールズワージー、石田英二・井上宗次共訳、角川文庫） 1961 - 1962
  - 改題『財産家 フォーサイト家の物語』（国書刊行会、ヒロインの時代） 1988.7
- 『サッカレー』（ローレンス・ブランダー、研究社出版） 1970
- 『マンスフィールド・パーク』（ジェーン・オースティン、集英社、世界文学全集17） 1978
  - 改版『オースティン著作集3』（文泉堂） 1996。グーテンベルク21（上下） 2019 - 電子出版
- 『フランケンシュタイン』（メアリ・ウルストンクラフト・シェリー、国書刊行会） 1979.1
- 『十九世紀のイギリス小説』（ピエール・クースティアス/ジャン・P・プチ/ジャン・レイモン、小池滋共訳、南雲堂） 1986.4
- 『サミュエル・ピープスの日記　第1巻 - 第7巻』（国文社） 1987 - 1991（全10巻） 
  - 『サミュエル・ピープスの日記 第8巻』（岡照雄・海保眞夫共訳、国文社） 1999.5